# Joachim Winter
Joachim Winter var en stenhuggarmästare från Hapsal i Estland.
Winter var verksam i Sverige under 1630- och 1640-talen. Han anlitades 1630 av Jacob De la Gardie för att arbeta på hans byggnadsföretag Runa i Uppland och 1640 vistades han även en tid i Stockholm där han utförde gavlarna på De la Gardies slott Jacobsdal. Han var troligen även inblandad i arbeten som utfördes vid Makalös uppförande. 